# Negrete
Negrete är en kommun i Chile.   Den ligger i provinsen Provincia de Biobío och regionen Región del Biobío, i den södra delen av landet, 500 km söder om huvudstaden Santiago de Chile. Antalet invånare är 9 394. Arean är 157 kvadratkilometer.
Terrängen i Negrete är platt åt nordost, men åt sydväst är den kuperad.
I omgivningarna runt Negrete växer huvudsakligen savannskog. Runt Negrete är det ganska glesbefolkat, med 27 invånare per kvadratkilometer.